# Chris Bell (giocatore di poker)
Chris Bell (St. Pauls, 26 luglio 1971) è un giocatore di poker statunitense.

## Poker
Alle World Series of Poker ha all'attivo 27 premi tra cui un braccialetto vinto nel 2010 nel torneo $5,000 Pot Limit Omaha Hi-Low Split-8 or Better, per $327,040, dopo aver sconfitto in heads-up il giocatore professionista Dan Shak, e con un tavolo finale che includeva giocatori come Devilfish (3°), Erik Seidel (5°), Rob Hollink (7°) e Perry Green (8°). 
Alle WSOP del 2008 ha quasi vinto il suo secondo braccialetto nel torneo $2,000 Pot-Limit Hold'em, dove si classificò in seconda posizione, perdendo il testa a testa contro Davidi Kitai, guadagnando $155,806. Nello stesso anno si è inoltre classificatonal tavolo finale del torneo $10,000 World Championship Pot-Limit Hold'em, finendo sesto per $157,168.

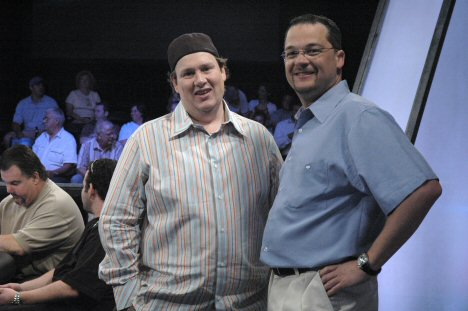
Gavin Smith e Chris Bell al WPT Mirage Poker Showdown nel 2005

Bell ha all'attivo anche 15 piazzamenti a premio al World Poker Tour. In questo circuito si citano una terza posizione nel Mirage Poker Showdown del 2005, evento vinto da Gavin Smith con Ted Forrest runner-up, la quinta posizione al Borgata Poker Open del 2006 per $314,280, e una quarta posizione al WPT Hollywood Poker Open per $124,966.
Al 2015 le sue vincite nei tornei live superano i $3,069,928, di cui $1,022,762 grazie ai piazzamenti a premio alle WSOP

## Braccialetti delle WSOP
| Anno | Torneo                                          | Premio   |
| ---- | ----------------------------------------------- | -------- |
| 2010 | $5,000 Pot Limit Omaha Hi-Low Split-8 or Better | $327,040 |